# Чатфілд (Міннесота)
Чатфілд (англ. Chatfield) — місто (англ. city) в США, в округах Філлмор і Олмстед штату Міннесота. Населення — 2997 осіб (2020).

## Географія
Чатфілд розташований за координатами 43°50′40″ пн. ш. 92°10′57″ зх. д. / 43.84444° пн. ш. 92.18250° зх. д. (43.844386, -92.182530).  За даними Бюро перепису населення США в 2010 році місто мало площу 6,82 км², уся площа — суходіл.

## Демографія
Згідно з переписом 2010 року, у місті мешкало 2779 осіб у 1092 домогосподарствах у складі 741 родини. Густота населення становила 407 осіб/км².  Було 1174 помешкання (172/км²).
Расовий склад населення:
| - 98,1 % — білих - 0,3 % — азіатів - 0,1 % — корінних американців |

До двох чи більше рас належало 1,0 %. Частка іспаномовних становила 1,7 % від усіх жителів.
За віковим діапазоном населення розподілялося таким чином: 28,6 % — особи молодші 18 років, 54,5 % — особи у віці 18—64 років, 16,9 % — особи у віці 65 років та старші. Медіана віку мешканця становила 36,9 року. На 100 осіб жіночої статі у місті припадало 87,8 чоловіків;  на 100 жінок у віці від 18 років та старших — 83,2 чоловіків також старших 18 років.
Середній дохід на одне домашнє господарство  становив 67 741 долар США (медіана — 61 786), а середній дохід на одну сім'ю — 89 047 доларів (медіана — 81 555). Медіана доходів становила 50 637 доларів для чоловіків та 36 250 доларів для жінок. За межею бідності перебувало 7,6 % осіб, у тому числі 6,8 % дітей у віці до 18 років та 15,3 % осіб у віці 65 років та старших.
Цивільне працевлаштоване населення становило 1564 особи. Основні галузі зайнятості: освіта, охорона здоров'я та соціальна допомога — 44,2 %, будівництво — 9,0 %, науковці, спеціалісти, менеджери — 8,1 %, виробництво — 7,9 %.